# Quim Gutiérrez
Quim Gutiérrez, född 27 mars 1981 i Barcelona, är en spansk skådespelare.
Gutiérrez har bland annat medverkat i filmen Red Island. Han har även medverkat i TV-serien Dödliga flammor.

## Filmografi (i urval)
- 2023 – Dödliga flammor (TV-serie)
- 2023 – Red Island